# Maestranzas de Noche
«Maestranzas de Noche / El Cóndor Pasa» es el primer sencillo de Congreso, editado en 1971. En este corte, Fernando González musicaliza un poema de Pablo Neruda, que aparece en su libro Crepusculario, editado en 1923. Además, Francisco Sazo, escribe una letra para la pieza instrumental "El Cóndor Pasa".

## Lista de canciones
1. «Maestranzas de Noche»
2. «El Cóndor Pasa»

## Integrantes
- Francisco Sazo: Voz
- Sergio "Tilo" González: Batería
- Fernando González: Primera guitarra
- Patricio González: Segunda guitarra, violoncelo
- Fernando Hurtado: Bajo eléctrico
- Hugo Pirovic *: Músico invitado en flautas.

- Datos: Q5989532